# High dynamic range

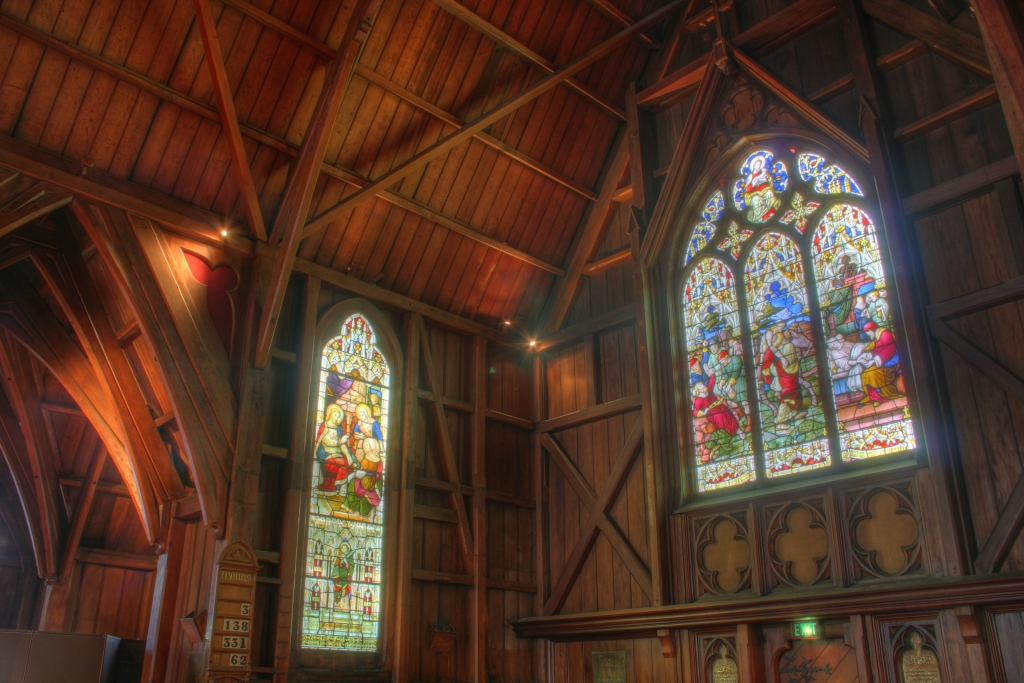
Imagem de alta faixa dinâmica que passou por mapeamento de tons na igreja de Old Saint Paul, Wellington, Nova Zelândia.

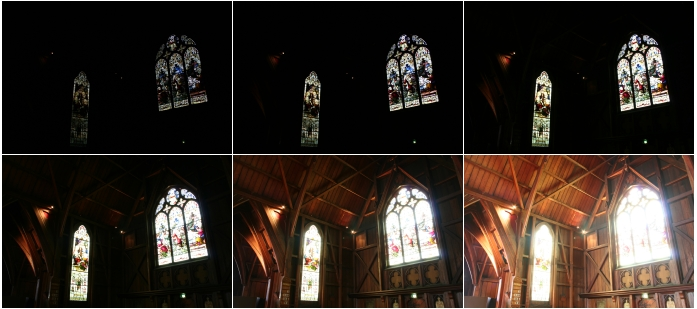
As seis exposições individuais iniciais utilizadas para criar a imagem.

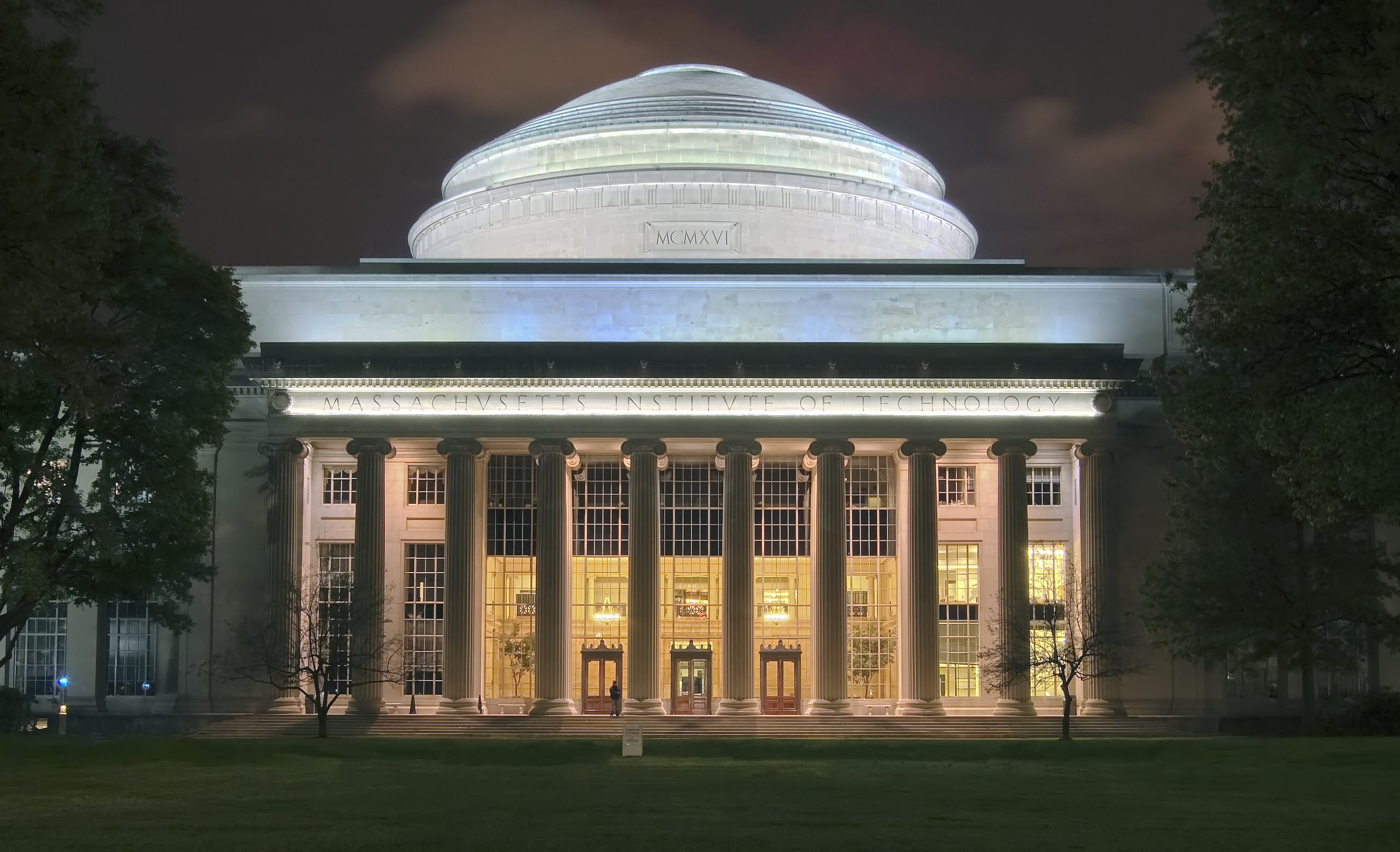
Uma imagem de alta faixa dinâmica da cúpula do Instituto Tecnológico de Massachusetts (MIT) em Cambridge, EUA.

High Dynamic Range (HDR, ou Alta Faixa Dinâmica ou Grande Amplitude Dinâmica, em português) é um método utilizado em fotografia, computação gráfica ou processamento de imagens em geral para ampliar a faixa dinâmica (o intervalo entre o valor mais escuro e o mais claro de uma imagem). A intenção dessa técnica é representar precisamente nas imagens desde as áreas mais claras, possivelmente iluminadas diretamente por uma fonte de luz, até as áreas mais escuras, possivelmente em sombra.
Utilizam-se diferentes tempos de exposição em uma série de fotografias para alcançar uma alta faixa dinâmica, uma técnica desenvolvida na década de 1940 por Charles Wyckoff para fotografar detalhadamente explosões nucleares. Com a ascensão da fotografia digital e programas de software que facilitam a criação de imagens com grande amplitude dinâmica, a técnica se popularizou.
As fotos tiradas em JPEG têm uma profundidade de cor de 8 bits por canal. Isso quer dizer que são processadas cores de 0 a 255, do preto ao branco, em cada canal. Arquivos com profundidade de cor de 16 bits têm mais fidelidade de cores (inclusive de preto e de branco) pois contêm mais informações de cor em cada canal. O intervalo entre as imagens de 8 bits e 16 bits é chamado de faixa dinâmica – muito mais detalhes e fidelidade de cores são encontrados nas imagens de 16 bits, simplesmente por termos mais informações sobre a luminosidade de cada pixel quando temos um intervalo maior de valores de luminosidade em cada canal. Por causa dessa limitação, as fotos em HDR são feitas a partir de imagens em formato RAW.
Para visualizar imagens HDR através de telas e monitores normais (CRT, LCD etc.), impressão a tinta ou outros métodos de visualização que têm uma amplitude dinâmica limitada (têm pouca capacidade de mostrar áreas de alta ou baixa luminosidade), utiliza-se a técnica de mapeamento de tons, em que a grande amplitude dinâmica é comprimida em uma curta faixa de luminosidade, ou uma curta faixa dinâmica. Fotos criadas utilizando essa técnica geralmente criam imagens surreais caso uma ampla faixa dinâmica esteja comprimida em uma faixa dinâmica curta.
O processo de HDR é muito simplificado atualmente por softwares especializados nesse formato de processamento de imagem, sendo o mais conhecido atualmente o Photomatix, um gerador de HDR a partir de 3 imagens de diferentes exposições. O resultado pode ser obtido através de fotos em JPEG, apesar de ser recomendado o uso de imagens em RAW.
Como em toda edição fotográfica e trabalho gráfico em geral, os resultados de uma boa edição HDR são mais bem vistos em monitores CRT, pois, apesar de maiores, sua calibração de cores é mais próxima do real da impressão, além de ter uma visão melhor das cores em todas as partes da tela, diferentemente do que ocorre em monitores de LCD, que escurecem os cantos, mostrando a cor mais próxima do real apenas quando olhada de maneira perpendicular (90º) entre os olhos e o monitor.